# The House I Live In
The House I Live In – amerykański film krótkometrażowy z 1945 roku w reżyserii Mervyna LeRoya.

## Nagrody i nominacje
| Nazwa nagrody | Wygrane                                                   |
| ------------- | --------------------------------------------------------- |
| Złoty Glob    | 1946 Promowanie międzynarodowego zrozumienia Mervyn LeRoy |

## Wyróżnienia
| Rok wpisania | National Film Registry |
| ------------ | --- |
| 2007         | Lista filmów budujących dziedzictwo kulturalne USA utworzona przez National Film Preservation Board i przechowywana w Bibliotece Kongresu Stanów Zjednoczonych |